# Arthur Moeller van den Bruck

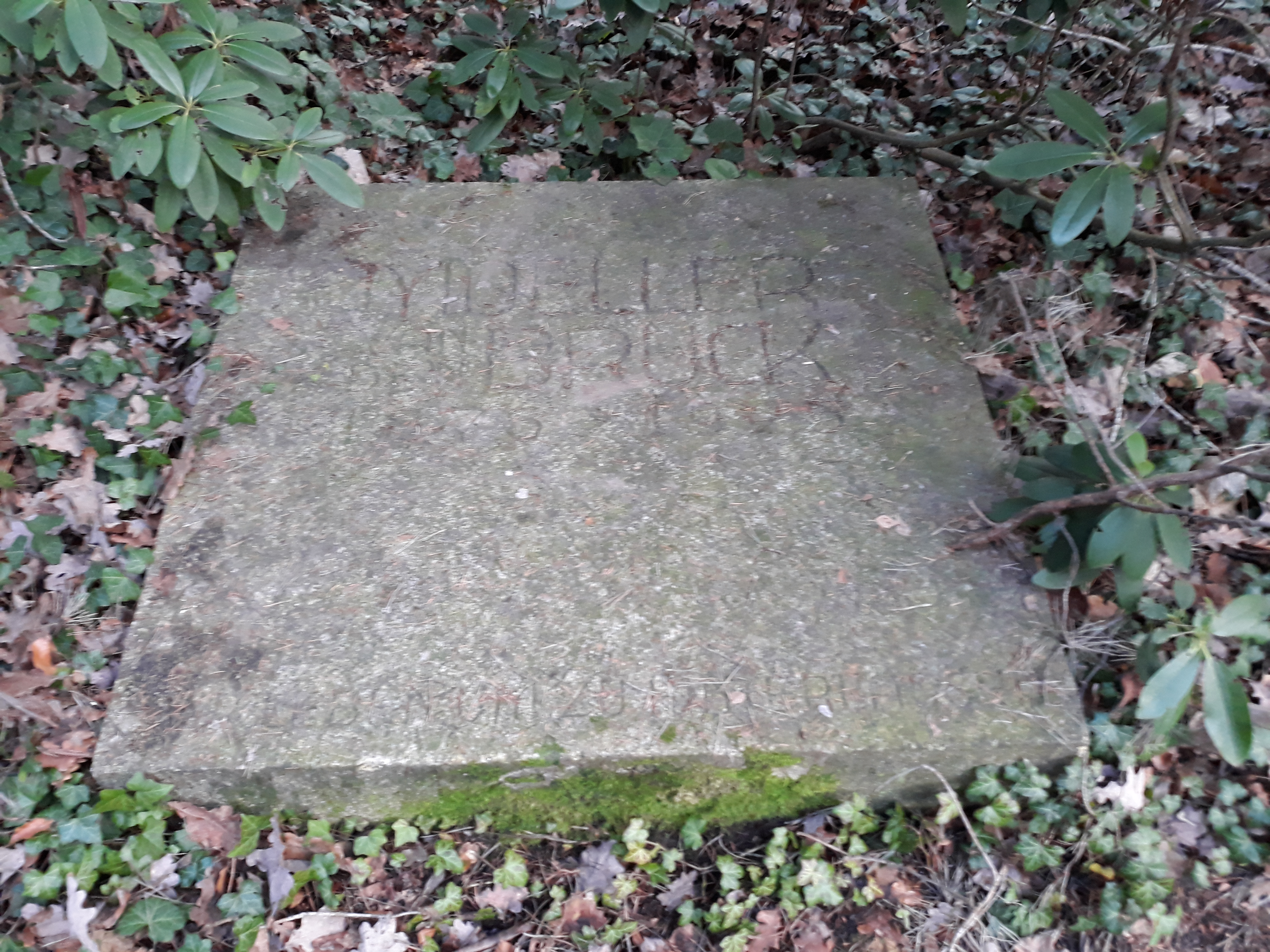
Grabstätte Moeller van den Bruck auf dem Parkfriedhof Lichterfelde in Berlin

Arthur Ernst Wilhelm Victor Moeller van den Bruck (auch: Moeller-Bruck, eigtl. Moeller; * 23. April 1876 in Solingen; † 30. Mai 1925 in Berlin) war ein deutscher Kulturhistoriker, Staatstheoretiker und völkisch-nationalistischer Publizist. Er gehörte zu den prominenten Vertretern der „Konservativen Revolution“ in den 1920er-Jahren. Sein 1923 erschienenes Hauptwerk trägt den Titel Das dritte Reich. Moeller trug damit zur Verbreitung der von Dietrich Eckart geprägten Bezeichnung „Drittes Reich“ bei.

## Leben
Arthur Moeller war Sohn des Baurats Ottomar Moeller und der Bauratstochter Elisabeth Moeller, geb. van den Bruck. Das Gymnasium (das heutige Görres-Gymnasium) verließ er ohne Abschluss. Es folgten Aufenthalte in Berlin, Paris und Italien. Dem häufigen Familiennamen Moeller fügte er den Geburtsnamen seiner Mutter an. Von 1897 bis 1904 war er mit Hedda Maase verheiratet.
1905 veröffentlichte er als Autodidakt ein achtbändiges Werk Die Deutschen, unsere Menschengeschichte. Im Jahre 1907 kehrte er nach Deutschland zurück. 1908 heiratete er Lucy Kaerrick (1877–1965). 1914 meldete er sich als Kriegsfreiwilliger im Ersten Weltkrieg. Bald danach wurde er Mitarbeiter in der Auslandsabteilung der Obersten Heeresleitung und war in dieser Funktion in der Pressestelle des Auswärtigen Amtes tätig.
Als 1916 die Abhandlung Der Preußische Stil erschien, in der Moeller van den Bruck das Preußentum als den „Willen zum Staat“ und den Sozialismus als Bindeglied zwischen Deutschland und Russland bezeichnet, markiert dies seine Hinwendung zum Nationalismus. Er bezeichnete sich nunmehr als Gegner von Parlamentarismus und Liberalismus und übte damit auf die jungkonservative Bewegung starken Einfluss aus.
Am 30. Mai 1925 nahm sich Arthur Moeller van den Bruck nach einem Nervenzusammenbruch in Berlin das Leben.

## Vordenker der Jungkonservativen
Im Auftrag der OHL verfasste Moeller im Sommer 1918 eine Propagandaschrift, in der er eine „nationale Revolution“ und ein künftiges „drittes Reich“ beschwor, das der deutschen „Neurasse“ den ihr angemessenen Anteil an der Weltherrschaft erringen sollte. Damit gab er die Stichworte aus, derer sich dann die nationalsozialistische Bewegung wirkungsvoll bediente.
In seiner 1919 veröffentlichten Schrift Das Recht der jungen Völker hob er die Interessen Deutschlands und Russlands als „jungen“ Völkern hervor. Er legte damit eine antiwestliche und antiimperialistische Staatstheorie vor, in der er Nationalismus und Sozialismus miteinander verknüpfte. Als Mitbegründer des Juniklubs 1919 und dessen geistiger Mittelpunkt nahm er maßgeblichen Einfluss auf die Konservative Revolution im Kampf gegen den Versailler Vertrag.

## Politisches Hauptwerk:Das dritte Reich
1923 kam sein Buch Das dritte Reich heraus, das ursprünglich den Titel Die dritte Partei haben sollte. Das Buch enthält eine radikale Kritik der Parteiherrschaft, auf die alles Elend zurückzuführen sei. Nur eine dritte Partei, gebildet aus den Konservativen des neuen Geistes, wolle das Dritte Reich.
Im Buch findet sich kein Hinweis auf den mittelalterlichen Verkünder eines Dritten Reiches, Joachim von Fiore. Unter dem Ersten Reich fasste er das Heilige Römische Reich Deutscher Nation, als Zweites Reich kennzeichnete er das Deutsche Kaiserreich, das jedoch als Zwischenreich bezeichnet wird. Das zukünftige Dritte Reich sollte das Reich der großdeutschen Einigung und das Reich der innergesellschaftlichen Befriedung sein, das Reich der Erfüllung der deutschen Werte. Es sei einerseits das Reich, das der deutsche Nationalismus in naher Zukunft errichten werde, andererseits aber auch die nie voll einlösbare Verheißung für das deutsche Volk, das Endreich. Der Titel des Buches wurde zur Parole des Nationalsozialismus, die letztlich vom eigentlichen Inhalt des Werkes völlig losgelöst war.

## Politische Ziele
Moellers Vorstellungen von einem „deutschen Sozialismus“, wobei die Macht auf eine kleine Elite konzentriert werden sollte, richteten sich gegen den Liberalismus, Kommunismus und die Demokratie. Dennoch bezeichnete er sich selbst als Demokraten. Parteien waren in seinem Gesellschaftsmodell nicht vorgesehen. Nichtdeutsche und deutsche Juden waren geduldet, sollten jedoch keinen gesellschaftlichen Einfluss bekommen. Die Verhältnisse innerhalb der Gesellschaft und zwischen den Völkern sollten auf der Grundlage des „Überlebenskampfes“ nach sozialdarwinistischen Prinzipien ausgetragen werden.
Neben seinen politisch-gesellschaftlichen Ideen wollte Moeller vor allem eine Ausrichtung Deutschlands nach Osten, zur Sowjetunion hin, erreichen. Der liberale Westen, vor allem die USA, sei auf keinen Fall ein Partner. Unter anderen Otto Strasser, damals Autor des Vorwärts (bis 1920), der Germania und von Das Gewissen, sympathisierte mit den Ideen Moeller van den Brucks. Dessen Ansatz fand auch Anklang im „Tat-Kreis“ und mehr noch bei den sogenannten Nationalbolschewisten wie Ernst Niekisch.
Obwohl er Nationalismus und Sozialismus predigte, trennten Moeller einige Aspekte vom Nationalsozialismus der NSDAP. 1922 kam es zu einem Zusammentreffen von Moeller mit Adolf Hitler, der um seine Mitarbeit in der NS-Bewegung warb:

„Sie haben alles das, was mir fehlt. Sie erarbeiten das geistige Rüstzeug zu einer Erneuerung Deutschlands. Ich bin nichts als ein Trommler und ein Sammler. Lassen Sie uns zusammenarbeiten!“

Moeller verhielt sich Hitler gegenüber jedoch reserviert, da er diesen als ungeistig und primitiv, und damit seinen eigenen elitären Vorstellungen zuwiderstehend, erachtete. Nach dem Hitler-Ludendorff-Putsch äußerte er:

„Hitler ist an seiner proletarischen Primitivität gescheitert. Er verstand nicht, seinen Nationalsozialismus geistig zu unterbauen. Er war verkörperte Leidenschaft, aber ganz ohne Abstand und Augenmaß.“

Volker Weiß hält die verbreitete Deutung des Zitats als Ablehnung Hitlers allerdings für irreführend. Hitler habe Moeller vielmehr „als beispielhafter und nationalbewusster Vertreter des Proletariats“ gegolten. Nur der Führungsanspruch Hitlers sei von ihm und in den Jungkonservativen nicht akzeptiert worden. Aus nationalsozialistischer Sicht wurde Moeller van den Bruck u. a. in einer Dissertation von Hans Rödel aus dem Jahre 1939 rezipiert, worin ihm eine „weltfremde Ideologie“ aufgrund der Verkennung des rassischen Faktors vorgeworfen wird – Moeller van den Bruck sei kein Seher des Dritten Reiches, sondern der „letzte Konservative“.

## Wirkungsgeschichte nach 1945
- Armin Mohler, selbst ein Vertreter der Konservativen Revolution und Vordenker der Neuen Rechten, wies in seinem Werk Die konservative Revolution in Deutschland 1918 bis 1932, das in überarbeiteter Fassung bis heute aufgelegt wird, wieder auf den fast vergessenen Moeller hin.
- In konservativen Kreisen und Medien der Neuen Rechten wird bis heute der Versuch unternommen, jungkonservative Ideen und Vorstellungen in den gesellschaftlichen Debatten zu etablieren. Dabei erweist sich, wie auch schon zu seinen Lebzeiten, Moellers Russland-Sympathie regelmäßig als schwere Hypothek, die gegen einen Erfolg im bürgerlichen oder rechten Lager spricht.
- Das Ostpreußenblatt würdigte Moeller im Jahr 2000 in zwei Grundsatzartikeln.

Eng verbunden mit Moellers Ideen waren Heinrich von Gleichen, Edgar Julius Jung, Max Hildebert Boehm und Eduard Stadtler.

## Herausgeber und Übersetzer literarischer Werke

Bände 1–2 (in einem Band) einer frühen deutschen Ausgabe der Werke Edgar Allan Poes, erschienen 1904 in J.C.C. Bruns’ Verlag in Minden. Herausgeber war das Ehepaar Hedda und Arthur Moeller-Bruck. Die Übersetzungen stammen von Hedda Moeller-Bruck und Hedwig Lachmann.

1906 bis 1922 erschienen die Werke Dostojewskis in 22 Bänden im Piper Verlag, übersetzt von Less Kaerrick unter dem Pseudonym E. K. Rahsin, herausgegeben von Moeller. Diese Sammlung enthält etliche deutsche Erstausgaben und hat das Werk Dostojewskis außerhalb von Schuld und Sühne in Deutschland erst populär gemacht. Obwohl zwischenzeitlich weitere Ausgaben erschienen sind, ist die in rotes Leinen gebundene („rote Ausgabe“) heute noch sehr geschätzt, nicht zuletzt auch wegen ihrer eleganten, bibliophilen Ausstattung.
Zusammen mit seiner Frau Hedda gab Moeller 1904 eine weit verbreitete Übersetzung der Werke von Edgar Allan Poe in Deutschland heraus.

## Werke (Auswahl)
Eine Bibliographie der Publikationen Moeller van den Brucks enthält: Hans-Joachim Schwierskott: Arthur Moeller van den Bruck und der revolutionäre Nationalismus in der Weimarer Republik. Göttingen 1962, S. 181–189. Die herausgegebenen Werke (samt Einleitungen Moellers) Dostojewskis wurden im Folgenden ausgelassen.
- Tschandala Nietzsche, Berlin/Leipzig 1899.
- Die Zeitgenossen: Die Geister – die Menschen. 1906.
- Verirrte Deutsche. Inhalt: Vom Deutschen und vom Problematischen – Johann Christian Günther – Jakob Michael Reinhold Lenz – Maximilian Klinger – Christian Dietrich Grabbe – Georg Büchner – Hermann Conradi – Peter Hille. Minden in Westfalen, Bruns [ca. 1910], urn:nbn:de:hbz:6:1-151342
- Führende Deutsche. Ulrich von Hutten / Martin Luther / Der Große Kurfürst / Schiller / Bismarck / Nietzsche. (Die Deutschen. Unsere Menschengeschichte, Bd. 2)
- Verschwärmte Deutsche. Vom Mystischen. Meister Eckehart / Theophrastus Paracelsus / Jakob Böhme / Angelus Silesius / Friedrich Hölderlin / Novalis / Gustav Theodor Fechner / Alfred Mombert. (Die Deutschen, Bd. 3). J. C. C. Bruns Verlag, Minden in Westfalen o. J. (ca. 1910)
- Lachende Deutsche. Vom Humoristisch-Heroischen. Matthias Grünewald und Rembrandt van Rijn. Hans Sachs und Grimmelshausen. Jean Paul und E. T. A. Hoffmann. Arnold Böcklin und Detlev von Liliencron. Lachende Ewigkeit. (Die Deutschen. Unsere Menschengeschichte, Bd. 8). J. C. C. Bruns’ Verlag, Minden in Westfalen o. J. (ca. 1910)
- und noch vier weitere Themenbände über bekannte Deutsche; auch Einzelabdrucke als Reclam-Heft.
- Im Kampf um die Kunst. Die Antwort auf den „Protest Deutscher Künstler“. Mit Beiträgen deutscher Künstler, Galerieleiter, Sammler und Schriftsteller. Piper, München 1911 (Sammelband gegen Carl Vinnens Protestschrift)
- Die italienische Schönheit. 1913.
- Der preußische Stil. Korn, München 1953. (Das erstmals 1914 erschienene Hauptwerk Moellers über Kunst und Architektur der Region)
- Belgier und Balten. (In: Ernst Jäkh (Hrsg.): Der Deutsche Krieg, Politische Flugschriften, 59. Heft). Deutsche Verlags-Anstalt, Stuttgart / Berlin 1915
- Daniel Defoe: Glück und Unglück der berühmten Moll Flanders. Aufgezeichnet nach ihren eigenhändig niedergeschriebenen Memoiren. Zum ersten Male ins Deutsche übertragen von Hedda und Arthur Moeller van den Bruck. Borngräber, Berlin (1918)
- Das Recht der jungen Völker. 1919 (Gegen den Versailler Vertrag)
- Das dritte Reich. Ring Verlag, Berlin 1923, drei Auflagen zu Lebzeiten, zuletzt 1985
- Paul Herre, Kurt Jagow (Hrsg.): Politisches Handwörterbuch. Koehler, Leipzig 1923 (Mitarbeit)
- Jedes Volk hat seinen eigenen Sozialismus. Verlag Gerhard Stalling, Oldenburg i.O. 1931.
- Das ewige Reich (1933), Herausgeber: Hans Schwarz. Wilhelm Gottlieb Korn, Breslau[12]
- Der politische Mensch (1933) Herausgeber: Hans Schwarz. Wilhelm Gottlieb Korn, Breslau (Ausgewählte Aufsätze aus der Zeitschrift Das Gewissen 1919–1923)
- Sozialismus und Außenpolitik (1933); Herausgeber: Hans Schwarz. Wilhelm Gottlieb Korn, Breslau (Fast alles Aufsätze aus der Zeitschrift Das Gewissen 1919–1923)